# Versnelde-slaapfasesyndroom
Versnelde-slaapfasesyndroom (Engels: advanced sleep phase disorder, ASPD) is een verstoring van het circadiaan ritme waarbij iemand zich al vroeg in de avond erg moe voelt en naar bed gaat (bijvoorbeeld tussen 18:00 en 20:00) en erg vroeg in de ochtend wakker worden (bijvoorbeeld 3:00). Het is de tegenhanger van het vertraagde-slaapfasesyndroom.
ASPD komt zelden voor. Het treft ongeveer even veel mannen als vrouwen en lijkt genetisch te zijn bepaald: 40% tot 50% van de mensen die verwant zijn aan iemand met ASPD, hebben het syndroom zelf ook. Hoewel het syndroom beperkend kan zijn, leidt het niet altijd tot onverdraagzaam lijden bij de patiënt en er wordt niet altijd hulp voor gezocht.
ASPD kan worden behandeld met lichttherapie of chronotherapie.